# Râul Stăncioaia
Râul Stăncioaia este un afluent al râului Jigărea. 

## Hărți
- Harta județului Brașov